# Jimmy McStay
James Frederick McStay, più conosciuto come Jimmy McStay, (Adrossan, 20 settembre 1893 – Port Glasgow, 3 gennaio 1974) è stato un allenatore di calcio e calciatore scozzese, di ruolo difensore.

## Biografia
I suoi pronipoti Paul, Willie e Raymond hanno a loro volta giocato da professionisti, vestendo entrambi la maglia del Celtic.

## Caratteristiche tecniche

### Giocatore
Era un terzino sinistro.

## Carriera

### Giocatore
Ha giocato dal 1920 al 1934 nella prima divisione scozzese col Celtic, con cui ha vinto 2 campionati e 5 Coppe di Scozia. Con la squadra biancoverde ha segnato 6 gol in 409 partite di campionato, oltre a 2 gol in 63 partite in Coppa di Scozia, per complessive 472 presenze ed 8 reti in partite ufficiali.

### Allenatore
Dal 1938 al 1940 ha allenato l'Alloa Athletic.
Nel 1940 è subentrato a Willie Maley sulla panchina del Celtic, diventando quindi il secondo allenatore nella storia del club, alla cui guida è rimasto fino al 1945. In seguito dal 1946 al 1951 ha allenato l'Hamilton Academical, sempre nel campionato scozzese.

## Palmarès

### Giocatore

#### Competizioni nazionali
- Campionato scozzese: 2

Celtic: 1921-1922, 1925-1926
- Coppa di Scozia: 5

Celtic: 1922-1923, 1924-1925, 1926-1927, 1930-1931, 1932-1933